# B’tselem
B’tselem (hebr. בצלם, dosł. „na obraz”) – izraelska organizacja działająca na rzecz praw człowieka.
Założona 3 lutego 1989 przez grupę izraelskich prawników, naukowców, dziennikarzy i członków Knesetu. Nazwa B’tselem („na obraz”) pochodzi z Księgi Rodzaju 1:27, w której mowa o stworzeniu człowieka na obraz Boga, i ma przypominać o niezbywalnej godności każdego człowieka. Celem organizacji jest dokumentacja i edukacja izraelskiej opinii publicznej i polityków na temat naruszeń praw człowieka na Terytoriach Okupowanych. B’tselem wydaje raporty, filmy dokumentalne, uczestniczy w protestach przeciw okupacji, rozpowszechnia informacje za pośrednictwem internetu (m.in. MySpace, Facebook). Dyrektorem organizacji od maja 2014 jest Chaggaj Elad (Hagai El-Ad).
B’tselem zajmuje się naruszeniami praw człowieka przez władze izraelskie. Dokumentuje tortury, ograniczanie swobody poruszania się, wywłaszczanie z ziemi, niszczenie domów, przemoc ze strony izraelskich osadników itp. Zarazem protestuje przeciw karze śmierci i łamaniu praw człowieka przez władze Autonomii Palestyńskiej. W swoich raportach organizacja oskarżyła Izrael o m.in. zbrodnie wojenne czy zbrodnie apartheidu. W 2021 roku organizacja znalazła się na krótkiej liście faworytów do Pokojowej Nagrody Nobla dyrektora PRIO.